# 호조 도키무네 (드라마)
《호조 도키무네》(일본어: 北条時宗)는 2001년 1월 7일부터 12월 9일까지 방송된 NHK의 40번째 대하드라마이다. 12월 16일・12월 23일에는 총집편이 방송되었다.

## 작품 내용과 반향
가마쿠라 시대(鎌倉時代) 중기 호조씨(北条氏)의 적류(嫡流)인 도쿠소케(得宗家)로 태어난 젊은 싯켄(執権) 호조 도키무네(北条時宗)를 주인공으로, 호지 전투(宝治合戦)나 2월 소동(二月騒動) 등의 막부 내부항쟁 및 고려 · 몽골 연합군의 일본원정을 국제적 스케일로 그려냈다. 원작은 다카하시 가쓰히코(高橋克彦)의 『도키무네』(時宗)로 『불타오르다』(炎立つ, 1993년～1994년)처럼 각본과 병행해서 집필되었다.
주역을 맡은 이즈미 모토야(和泉元彌)는 이것이 첫 대하드라마 출연작으로, 각본을 맡은 이노우에 유미코(井上由美子) 또한 첫 번째 대하드라마 집필이었다(스토리는 원작과 달라진 부분이 있다). 가마쿠라 시대 중기를 배경으로 한 작품으로써도 일본 대하드라마 사상 최초였으며, 이후로도 존재하지 않고 있다. 『태평기』(1991년 방송)와도 비슷한 시대를 다루고 있으며, 작중에서도 어린 시절의 호조 다카토키(北条高時)나 아시카가 다카우지(足利尊氏)를 등장시키는 등 이 점을 강조한 연출도 있다. 또한 도키무네의 어머니 료코(涼子)에 대해서는 모리 스에미쓰(毛利季光)의 딸이라는 설을 채용하였으며, 이와 관련된 형태로 모리 집안이 사가미(相模)의 본래 영지를 잃고 아키(安芸)로 쫓겨난 원인이 되었던 호지 전투의 전말을 그려냈다.
이전까지의 대하드라마가 다루지 않은 시대를 다루면서, 두 차례에 걸친 몽골습래(일본원정)을 제재로 마르코 폴로 등의 서양인 무역상이나 반부 등 고려의 사신, 몽골 황제 쿠빌라이 칸까지 등장하는 국제적 스타일의 구상으로 중국이나 몽골로의 현지 로케도 이루어졌다. 더불어 24화 「고려에서 온 글」에서는 고려에서의 삼별초(三別抄) 항쟁과 진도로 달아난 삼별초 정부가 이른바 '고려첩장 불심조조'(高麗牒狀不審條條)로 알려진 내용의 국서를 일본에 보내 구원을 요청했던 사실 또한 소개되었다.
배경 무대가 되는 후쿠오카시(福岡市) 사와라구(早良区)의 시사이드모모치 공원 안에는 샤 고쿠메이(謝国明)의 저택 ・ 쇼니 씨(少弐氏) 저택 ・ 당인 거리(唐人街) 등 중세 일본의 하카타(博多)를 재현한 중세 하카타 전시회장(中世博多展示会場)이 설치되고, 오픈 로케가 이루어졌다. 같은 해에는 「중세 하카타전」이 개최되었다. 한편으로 가마쿠라(鎌倉) 시가지의 모습은 요코하마시(横浜市) 아오바구(青葉区)의 미도리야마 스튜디오 시티(緑山スタジオ・シティ) 옥외 스튜디오에서 재현된 중세 가마쿠라 시가지에서 촬영되었다.
이즈미 모토야는 일본의 전통예능계에서는 『겐로쿠 요란』(元禄繚乱)에서의 나카무라 간자부로(中村勘三郎, 18대)에게서 2년 뒤의 대하드라마 주인공역으로 발탁되었고, 노(能)・교겐(狂言)으로도 데뷔하였다. 또한 작품 방영 1년 전인 2000년에 NHK 홍백 가합전(紅白歌合戦)에서 백팀 사회를 맡았다.
또한 호조 도키요리(北条時頼)역의 와타나베 켄(渡辺謙)은 1987년 『독안룡 마사무네』(独眼竜政宗), 1993~1994년의 『불타오르다』 이후 급성 골수성 백혈병으로 장기요양을 거쳐 복귀 이후에 맡게 된 첫 번째 작품이었고, 『독안룡 마사무네』에서 다테 마사무네(伊達政宗)의 아버지 다테 데루무네(伊達輝宗)를 맡았던 샤 고쿠메이 역의 기타오오지 킨야(北大路欣也)와 함께 출연하게 되었다.
첫 방송 「가마쿠라 대격진」(鎌倉大激震)에서의 몽골 대선단, 후반부 방송의 「몽고습래」, 「고안의 역」(弘安の役)에서의 몽골의 대규모 상륙 장면 등 디지털 합성이나 컴퓨터그래픽을 구사했고, 스케일과 박력이 영상에서 재현되었다. 전작인 『아오이 도쿠가와 3대』(葵 徳川三代)에 이어 두 번째 전편 하이비전 작품이었다.
평균시청률은 18.5%, 최고 시청률은 21.2%(시청률은 간토 지방 ・ 비디오리서치 조사)

## 오프닝
오프닝 테마로 흐르는 몽골 민요인 우르틴드 가수 남질린 노롭반자드의 목소리와 방송 말미의 기행 코너에 나온 곡 「창풍(蒼風)」(정식 버전과 TV 방송용 버전이 있었다)은 일본의 재즈 피아니스크 겸 작곡가 야마시타 요스케(山下洋輔)가 연주하였다. 또한 전편에 걸쳐 3DCG로 그려낸 오프닝은 몽골 초원에서 바다로, 그리고 우주로까지 이어지는 장대한 스토리로 그려져, 일본의 역대 대하드라마 오프닝 가운데 가장 다이나믹한 구성을 갖추고 있다. 이는 주인공 도키무네가 꿈에서도 본 적이 없는 광활한 대륙을 향해 자신의 의식을 좇고 있다, 는 아이디어에서 나온 것이다(다만 도키무네 생존 시에는 존재하지 않았던 건축물도 등장한다). 한편 타이틀 화면으로 등장하는 「호조 도키무네」(北条時宗)라는 글자와 함께 등장하는 수많은 문자들은 쿠빌라이 칸이 생전에 전투를 벌였던 많은 국가들의 이름들로, 「北条時宗」라는 타이틀 역시 몽골 문자풍의 글자체로 디자인되었다. 드라마 내용을 소개하는 영상의 미세한 부분을 매회마다 변화시킨 것도 당시까지의 대하드라마의 오프닝으로써는 드문 시도였다.

## 영상 소프트화 상황
2015년까지 총집편(전후편 형식으로 구성, 모두 99분)밖에는 나오지 않았다. 총집편만이 공개된 작품 가운데서는 유일하게 하이비전 제작 작품이다(봉인상태에 있는 2003년작 『무사시(武蔵) MUSASHI』는 제외). 그런 한편으로 방송 공개 라이브러리와 NHK에서는 그 총집편이 공개되어 있다. 또한 본작은 일본 대하드라마로써는 최초로 부가 음성 해설이 들어 있는 작품이며, 이 해설은 총집편 DVD에서도 들을 수 있다.

## 줄거리
잇따른 기근으로 사람들이 굶주림에 시달리고, 사회 혼란이 끊일 날이 없던 가마쿠라 중기. 가마쿠라 막부 제5대 싯켄 호조 도키요리(北条時頼)의 적자로써 도쿠소케(得宗家) 출신인 도키무네는 어린 시절에는 아버지 도키요리로부터 큰 영향을 받고, 하카타(博多)의 중국인 상인 샤 코쿠메이(謝国明)나 수군(水軍) 마쓰라토(松浦党)의 딸 도코(桐子) 등과의 만남을 통해 국제적 시야를 넓혀가고, 이복형 도키스케(時輔)와의 알력이 심해져 간다.
마침내 도키무네는 8대 싯켄으로 취임하고, 이복 형 도키스케나 막부 내의 반(反) 도쿠소케 세력과의 항쟁 등 잇따른 고난에 직면한다.
한편 바다 너머에서는 대제국 원(元)의 황제 쿠빌라이 칸이 세계 정복의 야심을 품고 차츰 일본으로까지 손길을 뻗쳐 오는데, 젊은 싯켄 도키무네는 몽골습래(원구)라는 일본사 초유의 국난에 직면하게 되고, 세상의 평화를 모색한다.

## 등장인물

### 호조 도쿠소케와 그 가신
- 소쥬마루(正寿丸) → 호조 도키무네(北条時宗) : 고이케 죠타로(小池城太朗) → 아사리 요스케(浅利陽介) → 이즈미 모토야(和泉元彌)

가마쿠라 막부의 8대 싯켄.
다소 고지식한 성격에 태어나면서부터 운명처럼 정해진 자신의 입장에 고뇌하면서도 한 국가를 짊어진 싯켄으로써 성장해 간다.
- 호슈마루(宝寿丸) → 호조 도키토시(北条時利) → 호조 도키스케(北条時輔) : 오오타 미쓰테루(太田光輝) → 도카이 고노스케(東海孝之助) → 사키모토 히로미(崎本大海) → 와타베 아쓰로(渡部篤郎)

도키무네의 이복 형. 로쿠하라 단다이 난보(六波羅探題南方).
어린 시절부터 이복동생 도키무네를 생각하고 아끼는 따뜻한 형이었으나, 한편으로 측실의 아들이었기 때문에 아버지 도키요리로부터도 냉대받았다. 때문에 적자인 도키무네에게는 애증이라고까지 할 복잡한 감정을 품으며 자라난다.
도키무네의 명에 따른 2월 소동에서 살해된 것으로 알려졌지만 실상은 왼팔을 제대로 쓰지 못할 정도의 중상을 입고 호조 요시무네(北条義宗)의 도움으로 목숨을 건지고 몰래 일본을 탈출, 대륙으로 향한다. 그 뒤 두 나라 사이의 격랑 속에서 몽골군에 협력하는 등 알 수 없는 행동을 이어가나, 그 본뜻은 일본과 몽골 두 나라의 화해를 바란 행동이었음이 밝혀지게 된다. 마지막화에서 이복동생 도키무네와 화해하고 그의 최후를 지켜본 뒤, 가신 하토리베 쇼자에몬(服部正左衛門)과 함께 세계를 돌아보는 여행을 떠난다. 호조 도키무네와 쿠빌라이 칸이 직접 대치하는 상황이 등장하지 않는 본작에서 도키무네의 상대적 존재로써 그려지고 있다.
- 호조 도키요리(北条時頼) : 와타나베 켄(渡辺謙)

가마쿠라 막부의 5대 싯켄으로 도키무네와 도키스케 형제의 아버지.
총명하고 비상한 인물인 동시에 측실과의 사이에서 태어난 도키스케를 냉대하나, 이것은 도키무네가 도쿠소케의 정당한 후사임을 세상에 공표하고 도키스케를 옹립하려는 자가 나오는 것을 막기 위해서였다.
병으로 쓰러져 출가하고, 성장한 도키무네에게 싯켄의 지위를 넘겨주고 낫도 회복할 때까지는 막부의 실권을 여전히 장악하고 있었지만, 누군가에 의해 음독하게 되어 죽음을 맞는다. 도키요리의 음독은 누가 보아도 분명한 것이었음에도 불구하고, 이것이 가마쿠라에 재앙을 가져올 것을 염려한 도키무네는 세 아들들에게 첫 번째 유언으로써 「나에게 독을 쓴 자를 잡아내려 하지 말 것」, 두 번째 유언으로는 「형제가 모두 힘을 합쳐야 할 것」이라며, 세 번째 유언을 전하려는 순간에 건강이 악화되어 그러지 못한다. 임종 직전에 도키무네만을 따로 불러 세 번째 유언으로 「나가토키(長時)를 죽여라. 나가토키는 우리에게 해가 되는 자다」라 명한다. 아울러 도키무네 한 사람에게만 전하는 유언이라며 「도키스케를 죽여라」라고 명하고, 당황스러워 하는 도키무네에게 「가마쿠라는 꿈의 수도, 무사들의 꿈의 수도다」라는 말을 남기고 숨을 거둔다.
- 아키라코(涼子) → 료젠니(涼泉尼, 가사이 마님葛西殿) : 아사노 아쓰코(浅野温子)

도키요리의 아내로 도키무네 ・ 무네마사(宗政)의 어머니.
아버지 ・ 모리 스에미쓰(毛利季光)의 죽음이 도키요리 때문이라고 생각해 몹시 한을 품지만, 도키요리의 죽음을 앞두고 그의 본심을 알고 화해한다. 훗날 무네마사가 있는 곳에 의탁하지만, 훗날 도키무네가 이복 형 도키스케를 죽이려는 것에는 반발해 출가, 도키무네와의 연을 끊어버린다. 작중에서는 호조 시게토키(北条重時)의 양녀라는 설정이 붙어 있다.
- 노리코(祝子) → 가쿠산니(覚山尼)/나레이션 : 요시타니 아야코(吉谷彩子) → 고다마 마나(児玉真菜) → 니시다 히카루(西田ひかる) → 도아케 유키요(十朱幸代, 도아케는 나레이션도 겸함)

도키무네의 아내로 본작의 나레이션도 겸하고 있다. 아다치 요시카게(安達義景)의 딸이자 야스모리(泰盛)의 여동생. 출가한 뒤의 가쿠산니라는 이름이나 비구니로써의 모습은 보통 오프닝 타이틀에서만 등장한다(마지막화의 마지막 장면 제외).
- 삿슈마루(幸寿丸) → 호조 사다토키(北条貞時) : 가네코 유(金子雄) → 고이케 죠타로(1인 2역) → 사호 유우키(佐保祐樹)

도키무네의 아들로 훗날 아버지의 뒤를 이어 9대 싯켄이 된다.
- 호조 다카토키(北条高時) : 아사리 요스케(1인 2역)

도키무네의 손자로 훗날 가마쿠라 막부의 14대 싯켄이 된다.
- 쇼카노젠니(松下禅尼) : 후지 스미코(富司純子)

도키스케의 어머니로 도키무네에게는 할머니가 된다. 아다치 요시카게의 여동생으로 야스모리와 노리코의 숙모. 작중에서는 도키무네의 죽음을 함께 지켜본다.
- 사누키노 쓰보네(讃岐局) : 시노하라 료코(篠原涼子)

도키요리의 측실로 도키스케의 어머니. 도키스케가 적자로 취급받지 못하는 것에 불만을 품고 있으며 이를 료코에게 토로하기도 했다. 훗날 어린 도키스케를 남기고 비명의 죽음을 맞는다.
- 쇼코(祥子) : 구로카와 메이(黒川芽以) → 토모사카 리에

오야마 나가무라(小山長村)의 딸로 도키스케의 아내. 좋았던 부부 사이가 도키무네 때문에 갈라진 것에 한을 품고 도키무네를 죽이려 하지만 다이라노 요리쓰나(平頼綱)에게 살해된다.
- 호조 도키토시(北条時利) : 시미즈 쿄(清水響)→나카노 요우시(中野勇士) → 스즈키 후지마루(鈴木藤丸)

도키스케의 아들. 어머니 쇼코 사후 누이 아츠코(篤子)와 함께 도키무네의 손에서 자라난다.
- 아츠코(篤子) : 아사다 호노카(朝田帆香) → 후쿠다 마유코(福田麻由子)

도키스케의 딸.
- 후쿠슈마루(福寿丸) → 호조 무네마사(北条宗政) : 마쓰카와 신노스케(松川真之介) → 가와무라 가즈마(川原一馬) → 히루마 요시노리(比留間由哲)

도키무네의 이복 동생. 형 도키무네를 존경하고 있으며, 형을 물심양면으로 서포트하고 있다. 이복 형 도키스케에 대해서 처음에는 적대하나 차츰 우호적인 입장으로 변해가며 도키스케와 도키무네의 관계 회복에 분주한 모습을 보인다. 마지막에는 고안의 역에서 도키스케를 감싸다 치명상을 입고 도키스케 앞에서 숨을 거둔다.
- 마사코(芳子) : 이즈미 사치(泉沙池)

무네마사의 아내로 마사무라의 딸.
- 하치로(八郎) → 다이라노 요리쓰나(平頼綱) : 기타무라 가즈키(北村一輝)

출신 불명으로 아다치 야스모리(安達泰盛)의 명으로 호조 나가토키(北条長時)를 암살하는 등 도키무네를 섬겨 요시무네(義宗) ・ 아키토키(顕時)와 함께 중용된다. 몽골 침공 때에는 죽은 몽골병의 사체를 마구 칼질하며 광기를 드러내다 쇼니 가게스케(少弐景資)에게 제지당하는 장면도 있다. 막부의 정책을 놓고 야스모리와 격렬하게 대립하고 길거리에서 서로 죽이기 직전까지 갔다가 도키무네가 말려서 그만두기도 한다. 난폭하고 권모술수를 마다하지 않는 성격이나 도키무네에게만은 자신의 출신과 나가토키 암살의 진상을 모두 털어놓으며 충성을 맹세하고, 도키무네를 열렬히 숭배했으며, 도키무네의 죽음을 알고 감정을 주체하지 못하고 울부짖기까지 한다.
- 다이라노 모리쓰나(平盛綱) : 무네치카 하루미(宗近晴見)

호조 도쿠소케의 집사로 요리쓰나의 양아버지.
- 사다코(禎子) : 데라지마 시노부(寺島しのぶ)

요리쓰나의 아내로 남편 못지 않은 야심가로써 요리쓰나의 야심을 부추긴다.
- 야도야 미쓰노리(宿屋光則) : 가세 고이치(加世幸市)

호조 도쿠소케의 가신.
- 하토리베 쇼자에몬(服部正左衛門) : 무로타 히데오(室田日出男)

오야마 씨의 가신이었다가 도키스케의 가신이 된 자로 쇼코의 하인. 도키스케와 쇼코에게 헌신하는 삶을 살아왔고, 마지막까지 도키스케를 따라 함께 세계로의 여행을 떠난다.
- 뇨게쓰(如月) : 기요카와 니지코(清川虹子)

로쿠하라 단다이 난보로 임명되어 교토로 온 도키스케를 섬기는 노파. 난보 자리가 오랫동안 비어 있었던 탓에 거미줄이 쳐져 있을 정도로 황폐해진 난보 저택에서 도키스케를 맞이한다. 굉장한 고령으로 어렸을 때 미나모토노 요리토모(源頼朝)를 만난 적도 있다고 한다.

### 호조 씨 일문
- 호조 시게토키(北条重時) : 히라 미키지로(平幹二朗)

고쿠라쿠지류(極楽寺流) 호조 씨의 당주로 나가토키(長時) ・ 요시무라(義政) ・ 도시코(梨子)의 아버지. 마사무라의 형.
일족의 중진으로써 도키요리의 부름에 응해 교토에서 가마쿠라로 온다. 료코의 양아버지가 되어 도키요리와의 혼례가 원활하게 이루어지도록 했다. 나가토키가 자신을 희롱한 민중을 벤 사건에서는 나가토키를 옹호하면서 한바탕 소동을 일으켰다. 그 뒤 병으로 쓰러져 죽음을 앞두고 마사무라에게 「나가토키에게 재앙을 가져온다면 결코 용서하지 않을 것」이라는 유언을 남긴다.
- 호조 나가토키(北条長時) : 가와사키 마요(川崎麻世)

시게토키의 아들. 가마쿠라 막부 제6대 싯켄.
도키요리가 병으로 쓰러지면서 그에게서 싯켄 자리를 넘겨받는다. 도키요리가 회복되고 나서는 허수아비나 다름없는 처지가 되었고 민중의 조롱을 산다. 이로 인해 쇼군(将軍) 무네타카 친왕(宗尊親王)에게 접근해 반(反)도쿠소케로 기울도록 한다. 때문에 도키요리로부터 위험인물로 지목되어 도키요리는 도키무네에게 나가토키를 죽이라는 유언을 남긴다. 도키무네는 고뇌 끝에 아다치 야스모리에게 유언 내용을 밝히고 나가토키는 야스모리의 명을 받은 다이라노 요리쓰나에게 암살된다. 그 뒤 요시마사에게서 나가토키 암살의 진상을 듣게 된 도키무네는 모두의 앞에서 「반(反) 호조 세력과 결탁한 나가토키를 암살할 것을 내가 지시했다」고 밝힌다.
- 호조 요시무네(北条義宗) : 미야사코 히로유키(宮迫博之)

나가토키의 아들로 로쿠하라 단다이 호쿠보(北方).
요리쓰나 ・ 아키토키와 함께 도키무네에게 중용되었지만 아버지 나가토키의 죽음에 의문을 품고 도키무네에게 진위를 추궁하는 장면도 있으나, 도키무네로부터 나가토키 암살의 주모자는 자신이라는 말을 듣고 난 이후로도 그를 계속해 따른다. 훗날 야스모리와 요리쓰나의 파벌 싸움에 끼어 고민하다 결과적으로 2월 소동에서 도키스케의 목숨을 구해준 일이 요리쓰나에게 탄로나게 되고 비운의 죽음을 맞는다.
- 호조 도키모치(北条時茂) : 하카 켄지(羽賀研二)

나가토키의 동생. 로쿠하라 단다이 호쿠보(北方). 난보로써 부임해 온 도키스케를 그다지 좋아하지 않는다.
- 호조 요시마사(北条義政) : 와타나베 토오루(渡辺徹)

나가토키의 동생.
호조 도쿠소케와 거리를 두고 있지만 도키무네의 요청에 응해 렌쇼(連署)가 된다. 이 인사에 야스모리는 처음에는 난색을 표했다. 조카 요시무네 사후 가마쿠라를 떠난다.
- 슈코(秀子) : 하나부사 유카(英由佳)

요시마사의 아내로 마사무라의 딸.
- 호조 마사무라(北条政村) : 이토 시로(伊東四朗)

시게토키의 동생으로 가마쿠라 막부 제7대 싯켄.
나가토키 사후에 싯켄이 되었을 무렵 이미 노년의 나이였기에 몹시 기뻐하였다.
도키무네가 싯켄이 된 뒤에는 렌쇼(連署)로써 도키무네를 보좌했다. 노회한 듯 보이는 사람으로 때로는 꾀병을 부리기도 하는 등 빈둥거리는 태도를 보이나 본인은 도키무네 등에게 「의견이 둘로 나뉜 상태에서 예전 싯켄이었던 내가 어느 한쪽의 편을 들면 반드시 다른 한쪽이 반발하게 되고 떠들썩하게 된다」며 스스로를 변호한다. 훗날 병으로 쓰러졌을 때조차 도키무네 등은 처음에는 그가 또 꾀병을 부리는 것은 아닌가 생각하기도 한다.
- 호조 사네토키(北条実時) : 이케하타 신노스케(池畑慎之介)

가나자와류(金沢流) 호조 씨의 당주.
호지 전투(宝治合戦)에서는 모리 스에미쓰와 교섭해 미우라측에 가세하지 말 것을 요청했다. 도키요리의 두터운 신임을 얻어 도키요리 사후에도 도쿠소케의 브레인으로써 정치 합의에도 참가해 병사하기 직전까지도 호조 집안의 장래를 걱정하며 도키무네에게 앞으로의 구상을 보인다. 독서를 즐겨 가나자와 문고(金沢文庫)를 창시하기도 한 것으로 알려져 있다. 사후 생전의 사네토키를 아는 일문 사람들은 그의 가장 큰 공적은 평소에 일문 사람들 사이를 오가며 그들 관계를 조율했던 것이라고 인정했는데, 그의 사후 가마쿠라에서는 호조 일문을 중심으로 독재 체제를 강화하는 도키무네를 지지하는 요리쓰나와 고케닌(御家人)으로써의 입장을 내세워 이를 반대하는 야스모리파의 대립이 표면으로 드러나게 된다.
- 호조 아키토키(北条顕時) : 야마구치 마키야(山口馬木也)

사네토키의 아들.
아버지 사네토키와는 호조 일족의 균형을 잡기 위해서라고는 하지만 친어머니와 이혼한 것에 대해 불만을 품어 사이가 벌어졌고, 한때는 술에 빠져 살기도 했다. 그러나 그 뒤 다시 재기하여 요리쓰나 ・ 요시무네와 함께 도키무네에게 중용, 이후 아버지를 능가하는 현자로써의 실력을 발휘하게 된다. 아버지 사네토키의 임종 직전에 극적으로 아버지와 화해한다.
- 슈코(周子) : 마스다 케이코(増田恵子)

사네토키의 전처로 아키토키의 어머니.
- 교코(享子) : 기무라 타에(木村多江)

사네토키의 후처로 마사무라의 딸.
- 류코(滝子) : 하마나 아야카(浜名彩香) → 오토미야 유메(乙宮ゆめ)

아키토키의 아내.
- 호조 도키히로(北条時広) : 이시바시 렌지(石橋蓮司)

호조 도키후사의 손자로 양자. 도키무네의 부름에 응해 막부 정치에 참여하게 된다. 실제 역사에서는 분에이의 역(제1차 일본원정) 1년 전에 사망했지만, 본작에서는 고안의 역(제2차 일본원정) 때 병상에 누운 도키무네를 간병하는 장면이 나온다.
- 호조 도키아키라(北条時章) : 하쿠류(白竜)

나고시류 호조 씨의 당주. 자신들이야말로 호조 집안의 적류라는 생각을 강하게 품고 도쿠소케와 적대한다. 호조 씨 싯켄의 꼭두각시 신세로 전락한 쇼군에 접근해 모반 기회를 노리고 있다. 노리토키나 기쿄에 비해 분별력도 있지만 노리토키의 세이쥬마루(幸寿丸) 습격이 원인이 되어 저택이 습격당하고 요리쓰나가 보는 앞에서 자결한다.
- 호조 노리토키(北条教時) : 스즈키 유우지(鈴木祐二)

도키아키라의 이복 동생. 도키아키라와는 달리 혈기왕성한 성격으로 「도쿠소케를 무너뜨리려면 그 적자를 무너뜨리는 것이 가장 빠른 방법」이라는 판단으로 부하를 시켜 세이쥬마루가 탄 수레를 습격하지만 실패하고 오히려 부하 중 한 명이 요리쓰나의 화살에 맞아 붙잡히면서 세이쥬마루를 습격한 것이 자신이라는 것이 탄로나고 말았고, 저택이 공격당해 전사했다.

### 고케닌(御家人)
- 아다치 야스모리(安達泰盛) : 야나기바 도시로(柳葉敏郎)

쇼카노젠니의 조카로 요시카게의 아들, 노리코의 오빠.
도키요리와는 어린 시절부터 친한 사이였다. 호지 전투에서는 고뇌하는 도키요리를 설득해 미우라 씨(三浦氏) 토벌에 나서도록 한다. 도키요리가 죽은 뒤에는 도키무네가 「나가토키를 죽이라」는 유언을 남겼다는 것을 마사무라의 추궁으로 밝히게 되었고, 고뇌하는 도키무네나 나가토키와 의형제 야스모리를 걱정한 마사무라가 암살의 주모자가 되겠다고 나서지만, 이를 거절하고 굳이 자신이 주모자가 되기로 하고 그 실행은 하치로(요리쓰나)에게 명한다. 그러나 린코에 대한 죄책감으로 그녀 앞에서 동요를 숨기지 못해 그녀가 나가토키 암살의 주모자를 보다 일찍 깨닫게 되는 요인을 제공한다. 도키무네가 이때까지의 막부의 중추로부터 거리가 있던 인물들을 정권의 중추로 불러들이자 이에 난색을 표하고, 이들 가운데 한 명이기도 했던 요리쓰나와 대립한다. 반 막부세력에 접근하기도 했다. 길거리에서 요리쓰나와 칼부림 직전까지 가지만 도키무네의 만류로 그만둔다.
- 린코(梨子) : 마키세 리호(牧瀬里穂)

시게토키의 딸로 나가토키의 누이동생. 야스모리의 처이다.
오빠 ・ 나가토키의 죽음에 의문을 품고 있으며, 숨기려 드는 야스모리의 모습에서 그가 암살의 주모자임을 눈치챈다. 요리쓰나에게도 의심을 품고 그를 경계하다 요리쓰나와 단 둘이 있게 된 상황을 노려, 요리쓰나로부터 나가토키를 암살한 것은 자신이라는 대답을 듣게 된다.
- 아다치 요시카게(安達義景) : 오노 다케히코(小野武彦)

야스모리와 노리코의 아버지로 쇼카노젠니의 오빠.
호조 도쿠소케와의 연척관계를 통해 아다치 씨는 막부 내에서의 발언력이 커지게 된다.
- 아다치 모리무네(安達盛宗) : 히라누마 노리히사(平沼紀久)

야스모리의 조카이자 양자로 분에이의 역(文永の役)에서는 아다치 씨를 대표해 규슈로 내려갔다.
- 미우라 야스무라(三浦泰村) : 쓰카야마 마사네(津嘉山正種)

미우라(三浦) 집안의 당주.
호조 씨에 의해 유력 고케닌들이 차츰 멸망당하는 가운데 집안의 이름을 지키려 애쓰지만 호지 전투에서 패하고 멸망한다. 요리토키를 믿고 싸움을 피하려고 했지만 결과적으로 호조 씨에게 배신당하게 된다.
- 미우라 미쓰무라(三浦光村) : 엔도 켄이치(遠藤憲一)

야스무라의 동생.
호조 집안에 대한 강한 적개심을 갖고 있으며 병사를 거느리고 가마쿠라를 공격하지만 화평책을 받아들인 야스무라에게 제지당한다. 하지만 최종적으로 호조 씨에게 불시 기습당해 분전하다 패하고 만다.
- 모리 스에미쓰(毛利季光) : 다카하시 히데키(高橋英樹)

료코의 아버지.
호지 전투에서 처음에는 호조 씨 편에 서 있는 입장이었으나, 아내의 간청으로 처가인 미우라 편에 서서 싸우게 된다. 설득을 위해 찾아온 사네토키에게 료코의 앞날을 맡긴다.
- 도코(藤子) → 도젠니(藤泉尼) : 오오타니 나오코(大谷直子)

스에미쓰의 아내로 료코의 어머니.
자신의 친가인 미우라 씨의 편에 서 줄 것을 남편에게 간청했다. 료코에게도 요리토키가 잠든 사이에 그를 암살할 것을 명하지만 거꾸로 요리토키의 공격을 받고 자해한다. 외손자 도키무네에 대한 애정이 깊었다.
- 아시카가 야스우지(足利泰氏) : 니시오카 토쿠마(西岡德馬)

고케닌 아시카가 집안의 당주.
유력 고케닌으로써 호조 도쿠소케와는 거리를 두고 있으며, 쇼군이나 나고에류 호조 씨에 접근해 모반 기회를 노리고 있다.
- 기쿄(桔梗) : 하라다 미키코(原田美枝子)

야스우지의 전처로 나고에 도키아키라의 누이동생.
도쿠소케의 음모로 남편과 이혼한 것에 한을 품고 도키요리의 누나인 히와다히메(檜皮姫)나 야스우지의 후처로 요리우지의 어머니인 도키요리의 누이동생, 도키요리까지 세 사람을 독살한 장본인.
- 아시카가 도시우지(足利利氏) → 아시카가 요리우지(足利頼氏) : 아쓰키 타쿠로(厚木拓郎) → 안도 가쓰헤이(安藤一平) → 오미 토시노리(尾美としのり)

야스우지의 아들로 어머니는 도키요리의 여동생.
아시카가 집안에서는 온건파 인물로 도키스케의 에보시오야(烏帽子親)를 맡았던 인연 덕분에 그에게 아시카가 일문 안에서의 반 호조 움직임을 알려준다.
- 아시카가 이에토키(足利家時) : 우치야마 코우키(内山昂輝) → 쥰도 미쓰토시(俊藤光利)

요리우지의 아들.
- 아시카가 다카우지(足利高氏) : 미쓰하시 요스케(三觜要介)

이에토키의 손자로 훗날 무로마치 막부(室町幕府)의 초대 쇼군이 된다.
- 고 모로우지(高師氏) : 에하라 신지로(江原真二郎)

아시카가 집안의 집사
- 우에스기 시게후사(上杉重房) : 오오모리 케이시로(大森啓祠朗)

아시카가 집안의 가신.
- 쇼니 스케요시(少弐資能) : 노구치 다카시(野口貴史)

진제이부교(鎮西奉行). 몽골 침공 당시에는 늙은 몸을 이끌고 전투에 참가했으나 전사한다.
- 쇼니 가게스케(少弐景資) : 가와노 타로(川野太郎)

스케요시의 아들.
몽골 침공 당시에는 하카타(博多)에서 실질적인 막부군의 대장이었다. 전사한 몽골병의 사체를 마구 난도질하는 요리쓰나를 "무사의 정신을 잊지 말라"며 만류하기도 했으며, 몽골군 좌부원수 유복형을 활로 쏘아 맞힌다.
- 다케자키 스에나가(竹崎季長) : 우지키 쓰요시

규슈(九州)의 고케닌(御家人).
몽골 침공 당시 큰 공을 세우지만 제대로 된 은상을 받지 못한다.
- 기쿠치 다케후사(菊池武房) : 고니시 히로유키(小西博之)

규슈의 고케닌.
- 오토모 요시야스(大友頼泰) : 이이지마 다이스케(飯島大介)

규슈의 고케닌.
- 시마즈 히사쓰네(島津久経) : 오오키 사토시(大木聡)

규슈의 고케닌.
- 고노 미치아리(河野通有) : 나사 다케오미(奈佐健臣)

이요(伊予)의 고케닌.
몽골 침공 당시 수군(水軍)을 거느리고 몽골군 선단에 야습을 감행했다.
- 히다 나가모토(日田永基) : 단칸(ダンカン)

규슈의 고케닌.
몽골 침공 당시에는 전통적인 일기토 방식에 따라 적에게 도전하지만 자신의 조상과 그 무훈을 늘어놓다가 적의 공격을 받고 사망한다. 일본의 전투 작법(作法)은 몽골군에게는 통하지 않는다는 것을 여실히 보여준 셈.
- 다이라노 가게타카(平景隆) : 가쿠다 노부아키(角田信朗)

이키(壱岐)의 슈고다이(守護代).
섬에 상륙한 몽골군을 상대로 분전하다 「이키여, 영원하라!」라고 절규하고 자결한다.
- 아사카와 헤이하치로(浅川平八郎) : 쇼지 에이켄(庄司永建)

스에나가의 노토(郎党).
- 아마노 쓰네요(天野常世) : 우자키 류도(宇崎竜童)

고즈케(上野)의 무사.
여러 구니를 돌아보는 여행을 떠난 요리토키 일행을 묵게 해주고 가난한 가운데서도 정중하고 융숭하게 대접했다.
- 와쓰(波津) : 가시와기 유키코(柏木由紀子)

쓰네요의 아내.
- 닛카이도 유키쓰나(二階堂行綱) : 아오노 다케시(青野武)

만도코로(政所)의 집사.
- 나카하라노 모로쓰라(中原師連) : 호리베 류이치(堀部隆一)

효조슈(評定衆)의 일원.
- 사사키 우지노부(佐々木氏信) : 규타로(九太朗)

효조슈의 일원.

### 쇼군 ・ 조정 ・ 구게
- 구조 요리쓰네(九条頼経) : 우카지 타카시(宇梶剛士)

가마쿠라 막부 제4대 쇼군.
쇼군에서 퇴위한 뒤에도 막부 타도를 계획하다 아들 요리쓰구(頼嗣)와 함께 도키요리가 보낸 자객에게 암살당한다.
- 구조 요리쓰구(九条頼嗣) : 이야마 노부히로(伊山伸洋) → 도쿠라 유우키(土倉有貴)

가마쿠라 막부 제5대 쇼군.
- 히와다히메(檜皮姫) : 니시야마 사오리(西山紗織)

요리쓰구의 미다이도코로(御台所)로 도키요리의 누나. 호조 씨의 세력 확대를 꺼리는 누군가에 의해 독살당한다.
- 무네타카 친왕(宗尊親王) : 아이가세 류지(相ヶ瀬龍史) → 후키코시 미쓰루(吹越満)

가마쿠라 막부 제6대 쇼군. 고사가 상황(後嵯峨上皇)의 황자로 가메야마 천황(亀山天皇)의 형.
나고시류 호조 씨나 아시카가 씨와 결탁해 도쿠소케를 멸망시키려 계획한다. 쇼군직에서 물러난 뒤 교토로 돌아온 뒤에도 음모를 꾸미고 있다.
- 고노에 사이시(近衛宰子) : 가와바라 아야코(川原亜矢子)

무네타카 친왕의 미다이도코로로 도키요리의 양녀.
- 고레야스 왕(惟康王)→고레야스 친왕(惟康親王) : 고사카 후마(小阪風真) → 야마우치 쓰바사(山内翼) → 후지누마 유타카(藤沼豊)

가마쿠라 막부 제7대 쇼군.
- 고사가 상황(後嵯峨上皇): 기노우치 요리히토(木之内頼仁)

제88대 천황. 무네타카 친왕과 가메야마 천황의 아버지.
- 가메야마 천황(亀山天皇)：마쓰다 요지(松田洋治)

제90대 천황. 고사가 상황의 황자로 무네타카 친왕의 동생.
- 이치조 사네쓰네(一条実経) : 이노우에 쥰(井上順)

셋쇼(摂政) ・ 간파쿠(関白)
- 사이온지 사네우지(西園寺実氏) : 오오키 미노루(大木実)

태정대신(太政大臣).
- 고노에 모토히라(近衛基平) : 미야우치 아쓰시(宮内敦士)

간파쿠.
로쿠하라(六波羅)로 온 도키스케와 교류한다. 몽골에서 보내온 국서에 답을 보내서는 안 된다고 호소하며 자결한다. 그 영향으로 도키스케는 몽골이나 외국의 사정을 알고 반몽골적 태도를 갖게 된다.

### 대원 및 고려
- 쿠빌라이 → 쿠빌라이 칸 : 빠썬 챠프[5]

몽골 제국 제5대 대칸이자 대원(大元)의 초대 황제. 단순한 악역으로써가 아니라 형이나 아들과 대립하며 고뇌하는 모습도 함께 그려진다. 자신을 죽이려 한 사시 후사시에게서 "나는 너 때문에 내 아들들을 전쟁으로 잃었다"는 이유를 듣고 "정당한 이유"라고 인정하기도 한다. 형인 몽케와는 달리 「남송(南宋)과의 싸움을 위해서는 남송과 교역하고 있는 나라들을 쳐서 차지해 남송을 약체화시켜야 한다」는 전략을 주장하나, 이 전략은 남송과 교역하고 있던 일본으로의 침략으로 이어진다. 작중 마지막화에서 도키무네의 죽음에 대해 "한 번 만나보고 싶었던 사람"이라고 마르코 폴로에게 털어놓는다.
- 몽케 칸 : 델게르

쿠빌라이의 형. 몽골 제국 제4대 황제. 당초에는 동생 쿠빌라이와 대립하여 「너는 대칸이 될 수 없다」고 과소평가하였으나, 결국에는 화해한다. 한편으로 남송과의 싸움에 대해서는 직접 공격을 주장하나, 그 과정에서 병으로 숨진다.
- 차브이 : 슈렌 호아르

쿠빌라이의 황후. 친킴의 어머니. 쿠빌라이 부자의 대립을 걱정한다.
- 친킴 : 아얀가

쿠빌라이의 적자. 대원의 황태자. 쿠빌라이의 대외정책에 마음아파 하며, 일본 공격을 준비하는 아버지 쿠빌라이에게 "왜 저런 섬나라 따위에 매달리시는 건지 이해가 안 된다"며 회의적인 태도를 보이고, 두 번째 일본 공격이 실패로 끝나고 다시금 일본 공격을 준비하라고 명하는 쿠빌라이에게 "이제 그만 전쟁을 그만두셔야 한다"며 말리다 끝려나가기도 한다.
- 아흐마드 : 아브리티 이즈마일

쿠빌라이의 재상.
- 요추(姚枢) : 소요루다라이

쿠빌라이의 한인(漢人) 출신 고문으로 유학자.
- 마르코 폴로 : 다리오 포니시

베네치아의 상인으로 쿠빌라이의 가신. 일본어에 뛰어나 도키스케 등과도 정보를 주고 받는다.
- 니콜로 폴로 : 카이 에이코(海英功)

베네치아의 상인、마르코 폴로의 아버지.
- 반부(藩阜) : 니시키노 아키라(錦野旦)

대원의 사신으로 온 고려의 관리. 류(勇)로부터 「같은 고려인이면서 몽골에 빌붙은 배신자 놈」이라는 욕설과 함께 암살 위협을 받지만 미사키(美岬)가 막아서 목숨을 건진다. 그 뒤 후사시가 잡아온 류에게 자신의 생각을 털어놓고 화해한다.
- 조양필(趙良弼) : 수종유(修宗迪)

대원의 사신으로 쿠빌라이의 중신.
- 두세충(杜世忠) : 이담(李琰)

대원의 사신.
- 흔도(忻都) : 슈켄(修健)

분에이 ・ 고안의 역에서 대원군 사령관.
- 홍다구(洪茶丘) : 옹화영(翁華栄)

분에이 ・ 고안의 역에서의 대원군 사령관. 몽골에 투항한 고려인
- 김방경(金方慶) : 대서화(戴書華)

분에이 ・ 고안의 역에서의 고려군 사령관. 고려인
- 유복형(劉福亨) : 박굉(薄宏)

분에이의 역에서의 원나라군 사령관. 분에이의 역에서 쇼니 가게스케가 쏜 화살에 맞고 후송된다.

### 그 외
- 사시 후사시(佐志房) : 후지 타츠야(藤竜也)

규슈 지역의 수군(水軍) 마쓰라토(松浦党)의 두령.
샤 코쿠메이와도 절친한 사이로 여러 구니를 돌아보고 있던 도키요리 ・ 도키무네 부자와도 교류했다. 몽골 침공으로 자신의 아들과 수군 마쓰라토의 식솔들을 잃고 복수를 위해 대원으로 건너가 쿠빌라이를 암살하려 시도하나 실패하고 피살된다. 쿠빌라이 앞에서 "나를 바다로 돌려보내다오"라는 유언을 남긴다.
- 도코(桐子) : 이소베 시오리(磯部詩織) → 무라노 미아(邑野未亜) → 기무라 카나(木村佳乃)

사시 후사시의 양녀이나 사실은 고케닌 아시카가 야스우지(足利泰氏)의 숨겨진 딸이다. 수군의 일원으로써 자라났기에 여성이면서도 남자들과 다를 바 없는 말투와 행동거지를 지니고 있다. 어린 도키무네와 만난 적이 있으며 후에 다시 재회한다. 자신이 야스우지의 딸이라는 것이 밝혀지고 도고쿠로 불려가 귀족의 아가씨로 대우받지만 무가의 딸로써 사는 것은 자신에게는 어울리지 않는다며 마쓰라토로 돌아가게 된다.
몽골 침공 때 자신의 몸을 지키려다 몽골 병사를 살해하기도 했으며, 형제를 잃고 나서는 그때보다 훨씬 더 전쟁을 혐오하게 된다.
- 후키(ふき) : 기무라 카나(1인 2역)

도코의 어머니.
도코에게 「너에게는 비늘(호조 씨의 문장)을 삼킬 용의 피가 흐르고 있단다」라는 말을 남기고 사망한다. 그것은 도코가 아시카가 씨의 숨은 핏줄이라는 것을 암시하는 복선이었다.
- 사시 나오시(佐志直) : 오오사와 유스케(大澤佑介) → 고바야시 모토키(小林元樹) → 다카바타케 유스케(高畑雄亮)

사시 후사시의 장남.
몽골의 침공을 받은 이키 국을 돕고자 보내지지만 몽골군과의 싸움에 패하고 전사한다. 그의 사망 소식을 들은 후사시는 「바보 같은 녀석」이라며 탄식했다.
- 사시 이사무(佐志勇) : 도키와 유우키(常盤祐貴) → 구도 이쿠미(工藤幾未) → 요시모리 케이타(吉守京太)

사시 후사시의 차남으로 양자이다. 고려 출신.
대원(大元)의 사자로써 하카타를 방문한 고려 사신 반부의 통역을 맡아, 고려를 종속시킨 대원에 대한 원한을 되새기고 반부를 죽이려다 그만 이를 말리던 샤 코쿠메이의 아내 미사키(美岬)를 죽이고 만다. 그 뒤 이를 알게 된 후사시에게 붙들려 샤 코쿠메이 앞으로 끌려오게 되고, 이사무는 미사키의 목숨을 빼앗은 잘못을 자신의 목숨으로 대신하겠다고 하지만 샤 코쿠메이는 「목숨을 빼앗은 속죄는 목숨으로 하는 것이 아니다」라며 그를 살린다. 몽골 침공 때 도코에게 「아버님을 부탁한다」는 말을 남기고 죽는다.
- 사시 토마루(佐志留) : 다나카 타이가(田中大河) → 모리와키 후미토(森脇史登) → 기누가사 토모아키(衣笠友章)

사시 후사시의 삼남으로 양자이다. 몽골 침공 때 몽골군에게 목숨을 잃는다.
- 샤 코쿠메이(謝国明) : 기타오오지 킨야(北大路欣也)

남송 출신의 하카타 상인.
여러 구니를 돌아보던 도키요리 ・ 도키무네 부자와 만나, 어린 도키무네에게 넓은 세계에 대해 가르쳐 준다. 몽골 침공 때에는 일관되게 화평을 주장했고, 태풍에 휘말린 몽골병을 구조해야 한다고 외치기도 했다.
- 미사키(美岬) : 후지 아야코(藤あや子)

샤 코쿠메이의 아내. 대원의 사신 자격으로 일본에 온 반부를 접대하게 되어, 반부를 습격한 사시 이사무를 막다 반부를 감싸고 자신이 대신 사망한다.
- 샤 타로(謝太郎) : 마쓰시게 유타카(松重豊)

샤 코쿠메이의 아들. 아버지를 닮은 넓은 시야를 가지고 신출귀몰한 모습으로 도키무네를 돕는다.
- 렌카(蓮華) : 간다 우노(神田うの)

샤 코쿠메이의 상단에 속한 여성으로 자신의 나라를 멸망시킨 전쟁을 혐오하고 있다.
- 니치렌(日蓮) : 오쿠다 에이지(奥田瑛二)

니치렌종(日蓮宗)의 개조(開祖)로 입정안국론(立正安国論)을 지어 다른 불교 종파나 막부를 비판한다.
- 무가쿠 소겐(無学祖元) : 쓰쓰이 야스타카(筒井康隆)

엔카쿠지(円覚寺)의 개조. 도키무네에게 그의 목숨이 얼마 남지 않았음을 전한다.

## 방송일정
| 제1회                                                                 | 1월 7일   | 가마쿠라 대격진                              | 요시무라 요시유키(吉村芳之)     |
| 제2회                                                                 | 1월 14일  | 두 사람의 어머니                             | 요시무라 요시유키(吉村芳之)     |
| 제3회                                                                 | 1월 21일  | 형제의 차이                                  | 요시무라 요시유키(吉村芳之)     |
| 제4회                                                                 | 1월 28일  | 반항                                         | 요시무라 요시유키(吉村芳之)     |
| 제5회                                                                 | 2월 4일   | 파란(波乱)의 여행                            | 요시무라 구니오(吉川邦夫)       |
| 제6회                                                                 | 2월 11일  | 하카타(博多)의 연심                          | 요시무라 구니오(吉川邦夫)       |
| 제7회                                                                 | 2월 18일  | 싯켄직 수행                                  | 요시무라 구니오(吉川邦夫)       |
| 제8회                                                                 | 2월 25일  | 달아난 신부                                  | 요시무라 요시유키               |
| 제9회                                                                 | 3월 4일   | 유이가하마의 결투                            | 요시무라 요시유키               |
| 제10회                                                                | 3월 11일  | 홀로서기                                     | 요시무라 요시유키               |
| 제11회                                                                | 3월 18일  | 도키요리의 죽음                              | 요시무라 구니오                 |
| 제12회                                                                | 3월 25일  | 암살                                         | 요시무라 구니오                 |
| 제13회                                                                | 4월 1일   | 커다란 갈림길                                | 요시무라 요시유키               |
| 제14회                                                                | 4월 8일   | 형의 추방                                    | 요시무라 요시유키               |
| 제15회                                                                | 4월 15일  | 어머니의 난심(乱心)                          | 와타나베 요시오(渡邊良雄)       |
| 제16회                                                                | 4월 22일  | 쇼군 교체                                    | 와타나베 요시오(渡邊良雄)       |
| 제17회                                                                | 4월 29일  | 쿠빌라이의 그림자                            | 후루카와 구니오(古川邦夫)       |
| 제18회                                                                | 5월 6일   | 국서가 오다                                  | 후루카와 구니오(古川邦夫)       |
| 제19회                                                                | 5월 13일  | 전쟁이냐 속국이냐                            | 시로타니 아쓰시(城谷厚司)       |
| 제20회                                                                | 5월 20일  | 18세의 싯켄                                  | 시로타니 아쓰시(城谷厚司)       |
| 제21회                                                                | 5월 27일  | 첫 출진                                      | 요시무라 구니오                 |
| 제22회                                                                | 6월 3일   | 수도의 어둠                                  | 요시무라 요시유키               |
| 제23회                                                                | 6월 10일  | 인질                                         | 요시다 코우키                   |
| 제24회                                                                | 6월 17일  | 고려에서 온 글                               | 요시무라 요시유키               |
| 제25회                                                                | 6월 24일  | 최후통첩                                     | 시로타니 아쓰시                 |
| 제26회                                                                | 7월 1일   | 형제의 연                                    | 요시다 코우키(吉田浩樹)         |
| 제27회                                                                | 7월 8일   | 모반은 용서할 수 없다                        | 요시무라 요시유키               |
| 제28회                                                                | 7월 15일  | 형을 죽여라!                                 | 요시무라 요시유키               |
| 제29회                                                                | 7월 22일  | 안녕히 형님                                  | 요시무라 요시유키               |
| 제30회                                                                | 7월 29일  | 장로의 죽음                                  | 시로타니 아쓰시                 |
| 제31회                                                                | 8월 5일   | 출격 명령                                    | 시로타니 아쓰시                 |
| 제32회                                                                | 8월 12일  | 하카타를 향하여!                             | 마나베 히토시(真鍋斎)           |
| 제33회                                                                | 8월 19일  | 몽골 습래(蒙古襲来) 이전                     | 마나베 히토시(真鍋斎)           |
| 제34회                                                                | 8월 26일  | 몽골 습래〈1〉 9백 척의 대선단               | 요시무라 요시유키               |
| 제35회                                                                | 9월 2일   | 몽골 습래〈2〉 분전(奮戦)! 미즈키 성(水軍城) | 요시무라 요시유키               |
| 제36회                                                                | 9월 9일   | 몽골 습래〈3〉 불타는 하카타                 | 마나베 히토시                   |
| 제37회                                                                | 9월 16일  | 의문의 철수                                  | 요시무라 요시유키               |
| 제38회                                                                | 9월 23일  | 공격이냐 방어냐                              | 시로타니 아쓰시                 |
| 제39회                                                                | 9월 30일  | 노려진 공주                                  | 시로타니 아쓰시                 |
| 제40회                                                                | 10월 7일  | 쫓겨나는 사신단                              | 요시다 코우키                   |
| 제41회                                                                | 10월 14일 | 베지 못하다                                  | 요시무라 요시유키               |
| 제42회                                                                | 10월 21일 | 목숨을 걸고                                  | 마나베 히토시                   |
| 제43회                                                                | 10월 28일 | 막부 분열                                    | 마쓰모토 요시노스케(松浦善之助) |
| 제44회                                                                | 11월 4일  | 아내의 눈물                                  | 가쓰다 나쓰코(勝田夏子)         |
| 제45회                                                                | 11월 11일 | 나의 조국                                    | 요시무라 요시유키               |
| 제46회                                                                | 11월 18일 | 쿠빌라이를 쳐라!                             | 요시무라 요시유키               |
| 제47회                                                                | 11월 25일 | 고안의 역                                    | 가쓰다 나쓰코                   |
| 제48회                                                                | 12월 2일  | 운명의 바람                                  | 요시무라 요시유키               |
| 마지막회                                                              | 12월 9일  | 영원한 여행                                  | 요시무라 요시유키               |
| 평균시청률 18.5%(시청률은 간토 지구(関東地区) ・ 비디오서치 조사에서) |           |                                              |                                 |